# Atez
Atez là một đô thị trong tỉnh và cộng đồng tự trị Navarre, Tây Ban Nha. Đô thị này có diện tích là 27,7 ki-lô-mét vuông, dân số năm 2007 là 245 người.
Đô thị nằm ở độ cao m trên 572 mực nước biển.

## Biến động dân số
| Biến động dân số                                   | Biến động dân số | Biến động dân số | Biến động dân số | Biến động dân số | Biến động dân số | Biến động dân số | Biến động dân số | Biến động dân số | Biến động dân số | Biến động dân số |
| 1996                                               | 1998             | 1999             | 2000             | 2001             | 2002             | 2003             | 2004             | 2005             | 2006             | 2007             |
| -------------------------------------------------- | ---------------- | ---------------- | ---------------- | ---------------- | ---------------- | ---------------- | ---------------- | ---------------- | ---------------- | ---------------- |
| 213                                                | 208              | 214              | 207              | 221              | 222              | 230              | 230              | 236              | 246              | 245              |
| Nguồn: Atez et instituto de estadística de navarra |                  |                  |                  |                  |                  |                  |                  |                  |                  |                  |